# 蔵本運動公園

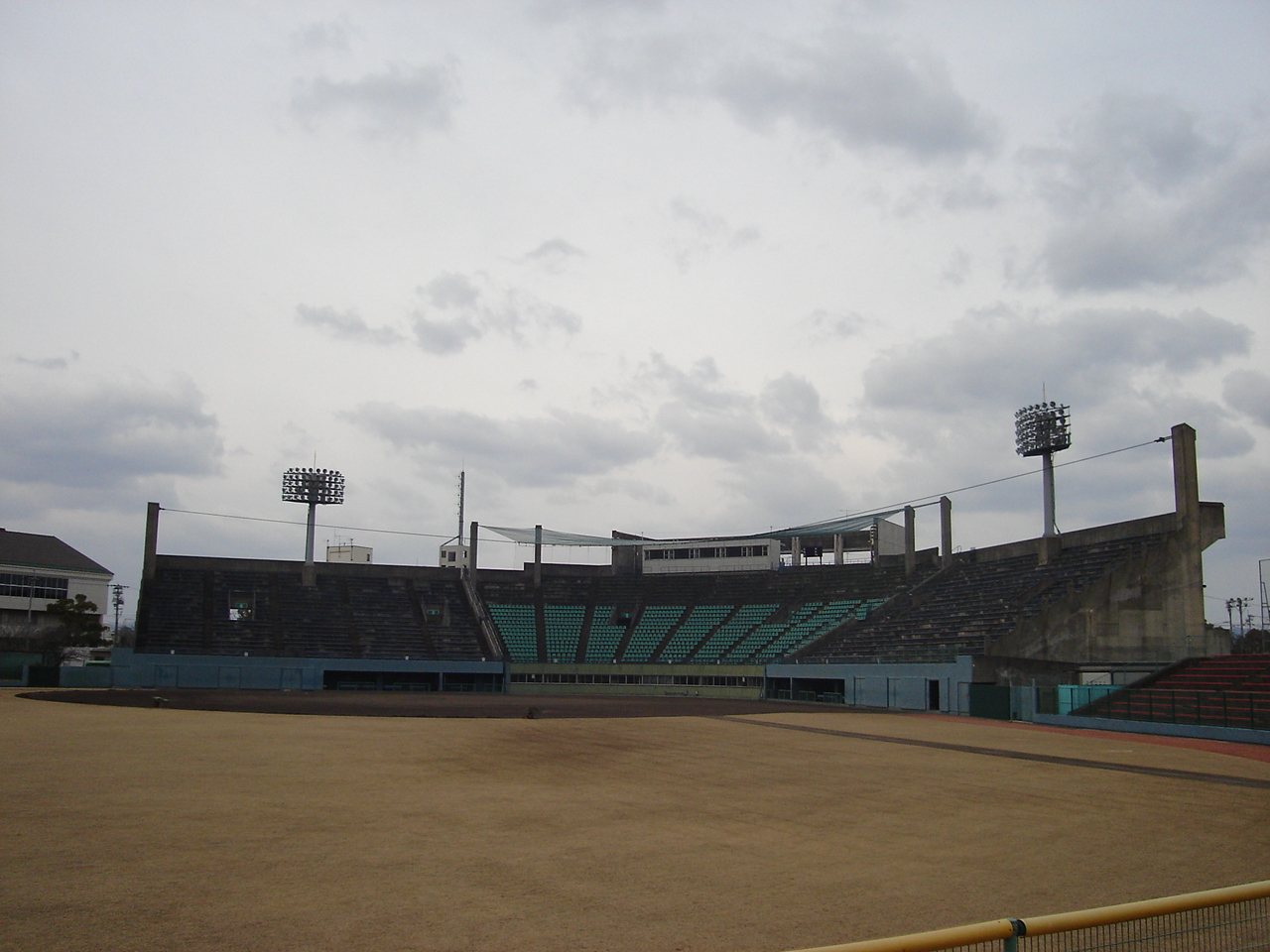
徳島県営蔵本球場

徳島県蔵本運動公園（とくしまけんくらもとうんどうこうえん）は、徳島県徳島市庄町にある公園。徳島県が所有し、公益財団法人徳島県スポーツ協会が指定管理者として運営管理を行っている。

## 歴史
1952年7月、旧歩兵第43連隊練兵場跡に、野球場、テニスコート、相撲場がつくられた。
1973年7月、競技用プール（50 m、25 m、飛込み）がつくられた。
四国アイランドリーグplusの設立後は、野球場が徳島インディゴソックスの使用球場になっている（2012年度より事実上本拠地化）。
2011年3月1日より5年間の契約で徳島県信用農業協同組合連合会（JAバンク徳島）が命名権を獲得し、「JAバンク蔵本公園」の愛称が付けられ、公園内の各施設にもそれぞれ愛称が付けられた。契約の延長により、これらの愛称は2021年2月28日まで使用された。
契約満了に伴う命名権者の公募により医療法人むつみホスピタルが命名権を獲得し、2021年3月1日より5年間の契約で「むつみパーク蔵本」の愛称が付けられ、公園内の各施設にもそれぞれ愛称が付けられている。

## 公園内の施設
- 徳島県営蔵本球場（むつみスタジアム）
- 蔵本テニスコート（むつみセンターコート）
- 徳島県蔵本公園プール（むつみスイミング）
- ちびっこ広場（むつみひろば）
- 体育ホール
- 相撲場

## 周辺の施設
西に徳島市立加茂名中学校、東に徳島大学蔵本キャンパス、徳島大学病院、徳島県立中央病院と隣接している。裏には眉山が聳え、法谷寺がある。その他にも龍昇経理情報専門学校、徳島市西消防署などの施設も周辺にある。

## 交通
- 徳島本町交差点から国道192号を西に約4.4 km。
- JR徳島線 蔵本駅下車、西へ徒歩10分。
- JR徳島線 鮎喰駅下車、東へ徒歩10分。
- 徳島市営バスより徳島駅より上鮎喰方面（上鮎喰、名東（僧都）、地蔵院、入田・天の原西）行 グランド東口バス停またはグランド前バス停下車。
- 徳島バスより徳島駅より鴨島線、石井・高原線、神山線 グランド東口バス停またはグランド前バス停下車。